# Бербеки
Бербеки — колишнє село в Україні, у Кам'янка-Бузькому районі Львівської області. Відселене і зруйноване радянською владою після Другої світової війни у зв'язку зі створенням на території, яка включала це село та сусідні села (Язениця Руська, Язениця Польська і Будки Незнанівські), авіаційного полігону. Колишній північний присілок села Соколя.
Наприкінці XIX століття Бербеки разом з Соколею належали графу Станіславові Бадені. Згідно з даними перепису населення від 1900 року Бербеки вже були окремим селом, у якому мешкало 367 осіб, з них 47 греко-католиків, 316 римокатоликів та 4 юдеїв. Цей же перепис подає, що 27 мешканців села вказали рідною мовою українську (русинську), а 340 — польську.
Греко-католицька громада села належала до парафії села Соколя, а римо-католицька громада — до парафії Кам'янки Струмилової.
За часів Польської Республіки до 1934 року село було самоврядною громадою у Камінецькому повіті Тернопільського воєводства. У зв'язку з адміністративною реформою 1 серпня 1934 року село було включене до новоутвореної сільської ґміни Незнанів того ж повіту і того ж воєводства. Станом на 1 січня 1939 року у селі Бербеки мешкало 600 осіб, з них: 30 українців та 570 поляків. 
По війні село увійшло в склад УРСР і незабаром було ліквідоване. Частину селян радянська влада вивезла до Сибіру, а решту розселили у навколишніх селах, які не підпадали ліквідації через створення військового полігону на території сусідніх сіл.